# Polydesmus rodopensis
Polydesmus rodopensis är en mångfotingart som beskrevs av Gulicka 1968. Polydesmus rodopensis ingår i släktet Polydesmus och familjen plattdubbelfotingar. Inga underarter finns listade i Catalogue of Life.